# Flawless (chanson de Beyoncé)
Flawless ou ***Flawless est une chanson enregistrée par la chanteuse américaine Beyoncé à partir de son cinquième album studio éponyme (2013).
Beyoncé Knowles l'écrit avec Rashad Muhammad, Terius Nash, Chauncey Hollis et Raymond DeAndre Martin et l'a produit avec Hollis, Martin, Muhammad et Boots.
Elle en a publié une première version intitulée Bow Down / I Been On le 17 mars 2013 via son site internet officiel,.

## Composition
Musicalement, "Flawless" se compose de deux parties , « Bow Down » et « Flawless », séparées par un discours intitulé We Should All Be Feminists prononcé par l'écrivaine nigériane Chimamanda Ngozi Adichie lors d'une conférence TED.